# Mojżesz Dawid Kirszbraun

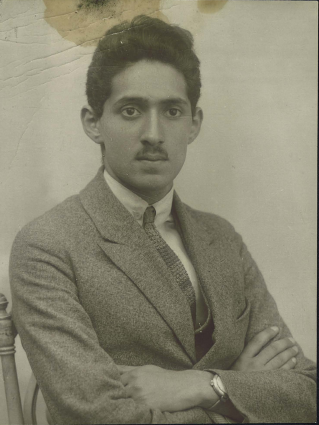
Mojżesz Dawid Kirszbraun (1942)

Mojżesz Dawid Kirszbraun (* 1903 oder 1904; † 1942 im Warschauer Ghetto) war ein polnischer Mathematiker.
Mojżesz Dawid Kirszbraun beendete 1922 die Schule (Kreczmar-Gymnasium) und studierte anschließend zusammen mit seinem Klassenkameraden Adolf Lindenbaum an der Universität Warschau. Später arbeitete er als Aktuar bei einer Versicherung. Er starb 1942 im Warschauer Ghetto.
Kirszbraun ist bekannt durch den nach ihm benannten Satz von Kirszbraun über die Fortsetzbarkeit Lipschitz-stetiger Funktionen im euklidischen Raum. Dieser Satz stammt ursprünglich aus seiner Magister-Dissertation (1930), eine Weiterentwicklung wurde 1934 in den Fundamenta Mathematicae veröffentlicht.